# 月曜バザール (ウパール村)

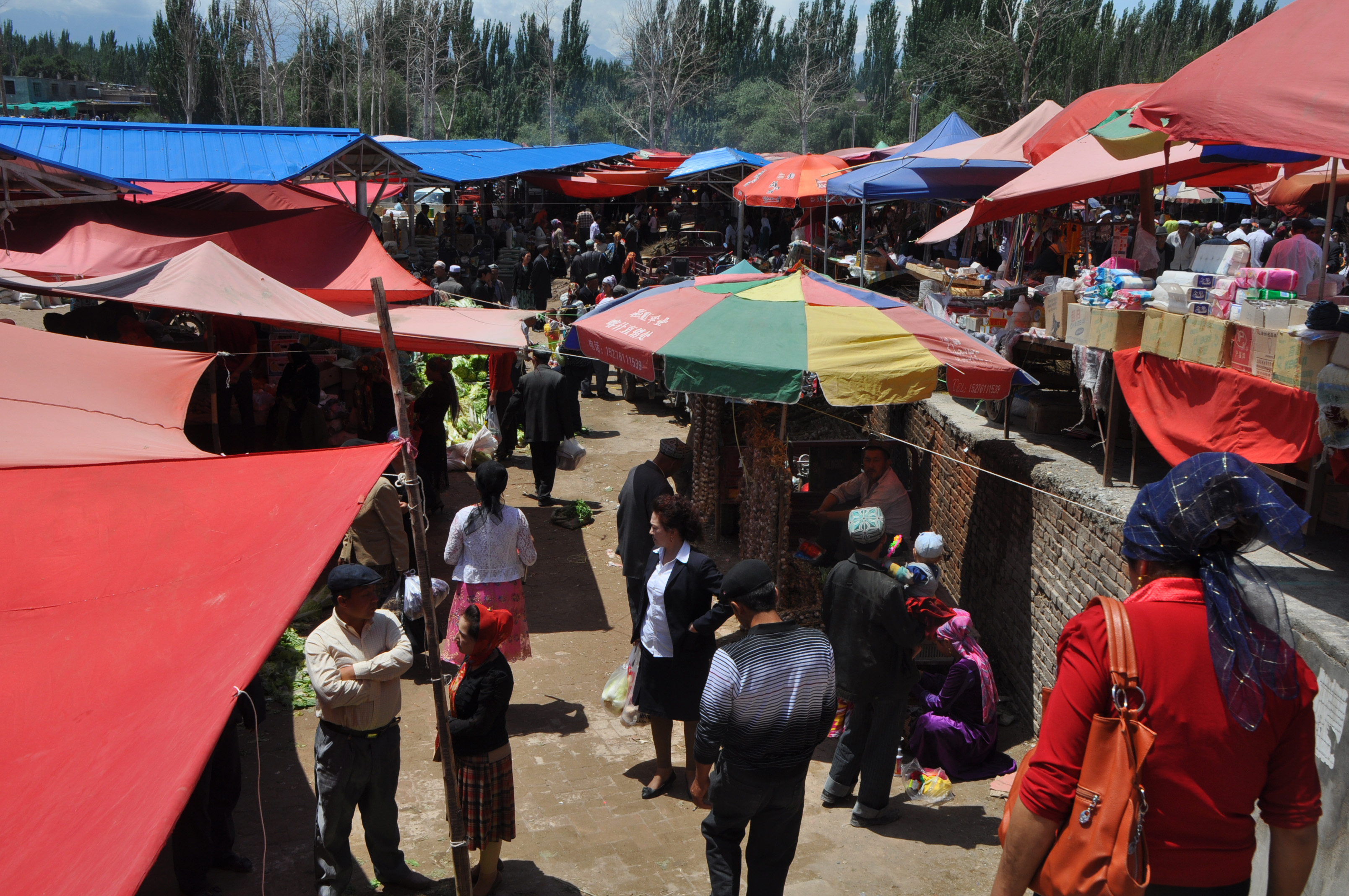
ウパール村の月曜バザール（中国・新疆）。思い思いの大きなテントを立てて、その下で売る。

月曜バザール（げつようバザール、中国語: 乌帕尔乡的周一巴扎、英語: Monday Bazaar in Upal Village）は中国新疆ウイグル自治区カシュガル地区疏附県にあるウパール村で毎週月曜日に開かれる市である。カシュガル市からカラコルム・ハイウェイでカラクリ湖へ行く途中にあるので、土地の人だけでなく観光客も気軽に立ち寄れるところにある。 
この素朴なバザールは村の中心部を通る国道に沿って展開されており、特に道路の西側（カシュガルへの帰路の左側）の家並みの裏側に建てられる大きなテントの下に集中する。家畜の市は一番南側にある。

## 参照項目
- バザール
- カシュガルの観光地